# Иништурк
Иништурк (ирл. Inis Toirc, англ. Inishturk, — «остров диких кабанов») — остров вблизи западного побережья Ирландии, в заливе Клю, графство Мейо. Расположен южнее островов Клэр и Кахер, между Клэром и Инишбофином. Население — 53 чел. (2011). На острове четыре достопримечательности — форт IX века, старая церковь, действующее кладбище и сигнальная башня. На острове некогда преобладал английский язык, но после переселения людей от Великого голода основным языком к началу XX века здесь стал ирландский. Геологически остров относится к ордовикскому периоду.